# Rodolfo Walsh
Rodolfo Jorge Walsh Gill (Lamarque, 9 gennaio 1927 – Buenos Aires, 25 marzo 1977) è stato un giornalista e scrittore argentino, considerato il fondatore del giornalismo investigativo in Argentina per il libro Operación Masacre.

## Biografia

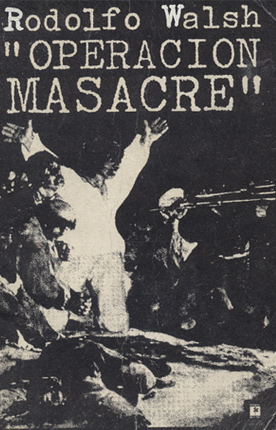
Operación Masacre

Il padre di Rodolfo Jorge Walsh Gill si chiamava Miguel Esteban Walsh, e la madre Dora Gill, entrambi lavoratori di origine irlandese.
Walsh, dapprima correttore di bozze e traduttore presso la casa editrice Hachette, iniziò la sua carriera letteraria come autore di racconti polizieschi, arrivando a vincere il prestigioso Premio Municipal de Literatura de Buenos Aires con l'opera Diez cuentos policiales argentinos (1953). 
Scrisse il libro Operación Masacre (1957) per testimoniare un barbaro e singolare episodio da parte delle forze armate che avevano rovesciato il peronismo e che repressero con esecuzioni sommarie i tentativi di sollevazione della resistenza peronista. Un gruppo di civili che stavano seguendo la radiocronaca di un incontro di boxe fu trascinato via e fucilato in un immondezzaio; la singolarità dell'evento sta nel fatto che sette dei dodici sopravvissero persino ai colpi di grazia. L'episodio colpì profondamente la sensibilità del giornalista, che scrisse il suo libro capolavoro e col quale inaugurò il genere della cosiddetta non-fiction ("romanzo-verità" in italiano) non solo in Argentina ma nel mondo intero, giacché fu pubblicato nove anni prima di A sangue freddo di Truman Capote (1966), considerato il capostipite del genere. 
Altro titolo degno di nota, fra le sue opere, il racconto Esa Mujer (Quella donna, pubblicato in italiano nella raccolta Fotografie La Nuova Frontiera, 2014), che tratta del trafugamento del cadavere di Evita Perón da parte dei militari antiperonisti, e che nel 1999 fu eletto miglior racconto argentino del XX secolo da una giuria di scrittori e critici letterari consultati dalla casa editrice Alfaguara.
Nel 1959, a Cuba, intercettò e decodificò un telex della CIA sull'invasione della Baia dei Porci. Grazie alle sue informazioni, Fidel Castro si preparò per contrastare l'invasione. Proprio a L'Avana Walsh aveva fondato, insieme a Gabriel García Márquez, l'agenzia giornalistica cubana Prensa Latina, diretta dall'argentino Jorge José Ricardo Masetti Blanco (su ordine del medico argentino che a Cuba era diventato il mitico Comandante Ernesto Che Guevara de La Serna).
Si unì al movimento armato dei Montoneros come esperto di intelligence, quando il peronismo fu bandito. Lo scrittore combatté in prima linea la feroce dittatura dei generali, durante la quale perse la vita in uno scontro a fuoco la figlia ventiseienne Vicki (María Victoria). Divenne un super ricercato, cambiò identità, andò a vivere con la moglie Lilia Ferreyra, e con la figlia minore, in un piccolo villaggio fuori Buenos Aires.
Nel marzo del 1977 scrisse una lettera aperta al generale Videla e alla sua giunta (la Carta Abierta de un Escritor a la Junta Militar), lettera in cui denunciava e chiedeva conto dei crimini perpetrati: compilò liste di morti e desaparecidos, risalenti alle fosse comuni e ai centri di tortura; non tacque della depravazione in cui il paese era caduto, descrivendo l'uso estremo della tortura e il coinvolgimento della CIA nell'addestramento della polizia argentina; non ultimo, denunciò la fallimentare politica economica, che avrebbe portato povertà e condizioni di lavoro prossime allo schiavismo.
Venne catturato dallo squadrone della morte 3.3. in un'imboscata tesagli all'incrocio tra le avenida San Juan e Entre Ríos a Buenos Aires mentre diffondeva la sua lettera, spedendone alcune copie per posta alle redazioni dei giornali argentini e a corrispondenti stranieri. Il suo nome risulta nell'elenco dei desaparecidos, ma secondo la testimonianza di alcuni detenuti sopravvissuti alla ESMA sarebbe arrivato al campo di concentramento già morto ed il suo cadavere esposto dai militari come un trofeo. Nessuno, all'epoca, pubblicò il suo scritto che oggi è diventato un classico della letteratura in Argentina. Tradotto per la prima volta in italiano nel 2004, fu ripubblicato nell'edizione del 2011 di Operazione Massacro che contiene a chiusura il testamento politico e letterario di Rodolfo Walsh.

## Risvolti processuali
Il 26 ottobre 2005 12 militari vennero arrestati in relazione alla morte di Walsh e di altre persone. Il 17 dicembre di due anni dopo il giudice federale Sergio Torres ha istruito un processo a carico di Alfredo Astiz, Jorge "Tigre" Acosta, Pablo García Velasco, Jorge Radice, Juan Carlos Rolón, Antonio Pernías, Julio César Coronel, Ernesto Frimon Weber e Carlos Orlando Generoso. Gli imputati erano accusati sequestro di persona aggravato, associazione a delinquere, rapina, abuso d'ufficio, violenza e minacce. Il 26 ottobre 2011 il tribunale ha condannato Acosta, Cavallo, Pernías, Donda Tigel, Montes, González, Radice, Savio, Scheller e Frimón Weber alla pena dell'ergastolo, Juan Carlos Fotea e Manuel Jacinto García Tallada a 25 anni di reclusione, Carlos Antonio "Tomy» Capdevilla a 20 anni di reclusione e Juan Antonio "Piraña" Azic a 18 anni di reclusione. Velasco, Coronel e Rolón sono stati invece assolti. 
Nel 2015 la Corte Suprema ha ratificato tutte le sentenze.

## Omaggi
Nel marzo 2013 la legislatura della città di Buenos Aires ha approvato di intitolare a Walsh la stazione della linea E Entre Ríos, luogo presso il quale lo scrittore argentino fu assassinato. 
A Walsh sono stati intitolati i giardini della ESMA, oggi trasformata in un museo, dove è stata realizzata un'opera che riporta la sua lettera aperta alla Giunta. Diversi istituti scolastici argentini sono stati intitolati a Walsh.

## Opere
- Rodolfo Walsh, Operazione massacro, trad. di Elena Rolla, Sellerio Editore 2002
- Rodolfo Walsh, Operazione massacro, trad. di Elena Rolla, La Nuova Frontiera, 2011, ISBN 978-88-8373-194-5
- Rodolfo Walsh, Fotografie, trad. di Anna Boccuti e Elena Rolla, La Nuova Frontiera 2014, ISBN 978-88-8373-262-1
- Rodolfo Walsh, Tre portoghesi sotto un ombrello (senza contare il morto), trad. di Ilide Carmignani, Gallucci 2017, ISBN 978-88-9348-126-7